# Chama Cha Mapinduzi
Chama Cha Mapinduzi (zkratka CCM), což znamená ve svahilštině „Revoluční strana“, je politická strana v Tanzanii. Má více než osm milionů členů a jejím předsedou je prezidentka země Samia Suluhu Hassan. Barvami strany jsou zelená a žlutá a stranickým emblémem je zkřížená motyka a kladivo. Od roku 2013 je členem Socialistické interancionály, je také zastoupena v Panafrickém parlamentu.
Strana vznikla 5. února 1977 spojením Tanganického afrického národního svazu (Tanganyika African National Union, TANU, předseda Julius Nyerere) a Afro-širázské strany (Afro-Shirazi Party, ASP, předseda Abeid Karume). Vytvoření celostátní strany mělo napomoci větší integraci Tanganiky a Zanzibaru. Program strany vycházel z Nyerereho koncepce ujamaa, která byla africkou variantou socialismu přizpůsobenou místní mentalitě a ekonomickým podmínkám. Po zhroucení sovětského bloku přešla CCM k tržnímu hospodářství se sociálními prvky a otevřela zemi zahraničním investorům.
Od svého založení byla jedinou povolenou stranou v Tanzanii až do roku 1990, kdy země přešla na pluralitní systém. CCM vyhrála od té doby všechny parlamentní i prezidentské volby a je nejdéle nepřetržitě vládnoucí politickou stranou v Africe. Její volební výsledky se však postupně zhoršují, v parlamentních volbách roku 2015 dosáhla historicky nejnižšího zisku 55,04 % hlasů.